# 24270 Dougskinner
24270 Dougskinner là một tiểu hành tinh vành đai chính với chu kỳ quỹ đạo là 1667.4587096 ngày (4.57 năm).
Nó được phát hiện ngày 8 tháng 12 năm 1999.